# Provincia di Ouled Djellal
La provincia di Ouled Djellal (in arabo: ولاية أولاد جلال) è una provincia algerina creata nel novembre 2019.

## Geografia
La wilaya di Ouled Djellal si trova nel Sahara algerino, la sua superficie è di 11.410 km². È delimitata:
- a nord dalla provincia di M'Sila;
- a est dalla provincia di Biskra e dalla provincia di El M'Ghair;
- a ovest dalla provincia di Djelfa;
- a sud dalla provincia di Ouargla.

## Storia
La provincia di Ouled Djellal è stata istituita il 26 novembre 2019. Nel 2021 il presidente algerino Abdelmadjid Tebboune ha formalizzato la nuova suddivisione amministrativa. In precedenza era una wilaya delegata, creata ai sensi della legge n° 15-140 del 27 maggio 2015, che istituiva nuove entità territoriali e fissava le relative normative nonché l'elenco dei comuni ad essa annessi. Prima del 2019 era parte integrante della provincia di Biskra.

## Geografia antropica

### Suddivisioni amministrative
Nella tabella sono riportati i comuni della provincia, suddivisi per distretto di appartenenza:
| Distretto     | Comuni                            |
| Ouled Djellal | Ouled Djellal, Ech Chaïba, Doucen |
| Sidi Khaled   | Sidi Khaled, Besbes, Ras El Miaad |

## Società

### Evoluzione demografica
Con 174.219 abitanti (in base al censimento del 2008) su 11.410 km² il territorio è scarsamente popolato. La densità di popolazione è di circa 15 abitanti per chilometro quadrato.